# Jakue
Jakue est un prénom masculin basque.
L'équivalent du prénom Jakue est « Santiago » en espagnol ou « Jacques » en français.
Forme populaire attestée en 1366 en Navarre et à Saint-Just en 1382. Forme choisie par Axular dans son ouvrage de 1643.
Se prononce yakué.